# Cataractispora
Cataractispora — рід грибів родини Annulatascaceae. Назва вперше опублікована 1999 року.

## Класифікація
До роду Cataractispora відносять 5 видів:
- Cataractispora appendiculata
- Cataractispora aquatica
- Cataractispora bipolaris
- Cataractispora receptaculorum
- Cataractispora viscosa